# Тинидазол
Тинидазол — противомикробное и антипротозойное средство, производное 5-нитроимидазола. Разработан в 1972 г. Одобрен для применения: США (2004).
Включён в Список основных лекарственных средств Всемирной организации здравоохранения.
Тинидазол может быть терапевтической альтернативой при непереносимости метронидазола.

## Показания
Используется для лечения бактериального вагиноза, трихомониаза, амёбиаза кишечника и печени, лямблиоза.

## Способ применения
- трихомониаз: 2 г. — однократно[1].
- Бактериальный вагиноз: 2 г./день — однократно, в течение 2 дней[1].